# 汪鑫
汪鑫（1985年11月10日—），遼寧丹東人，中國女子羽毛球運動員，亦為解放軍代表隊成員，於2013年12月宣布退役。因為對陣外國選手時的表現尤其出色，曾經保持379天外戰不敗的紀錄，有「外戰女皇」的稱譽。汪鑫24歲才正式入選中國國家羽毛球隊，是首位直接從地方隊提升至國家一隊的隊員；她由2009年6月初次參賽起，在國際賽上的表現優異，僅以一年多時間就於2010年第38週首次登上世界排名第一位，更當選2010年世界羽聯最佳女運動員。
汪鑫為2010年世界羽毛球錦標賽女單亞軍和廣州亞運會女單銀牌，也是2012年倫敦奧運會的中國代表之一。此外，她於2011年度的世界羽聯超級系列賽贏得4項冠軍，為首位在超級系列賽取得三連冠的女單選手。在團體賽方面，她以主力身分為中國隊奪取廣州亞運女團金牌、2011年蘇迪曼盃和2012年優霸盃；以及為解放軍隊首次獲得全運會女團金牌。

## 技術特點
汪鑫身高1.66米，在國家隊云云女單好手中身体条件不算出众，但她预判性强，跑动灵活且迅速、球路和回球落点多变，且进攻力主动等優點。此外，她中前场的正手劈吊能力突出，屬「技术流」的打法。
八一隊的教練陈伟华認為，汪鑫初進隊時年紀小、个头也小，但在场上已有很強的气势；而且当时打法亦很有特点，发球抢攻、直接上网、突击、对角线球特别多，也很有锐气。此外，她還有不放弃、不言败、不服输的心理特質，非常好强、执着，内心有一种追求要证明自己。男單好手鲍春来亦指出：“汪鑫虽然个子比较矮小，但是速度非常快，而且有机会突击的话她会非常果断。她的速度和积极的战术达到了一定效果。她的进攻、抽擋和连贯性都发挥出了优势。”。

## 職業生涯

### 早年及出道
汪鑫自小體弱多病，父母在8歲那年送她到丹東市业余体校，跟從教练孙秀梅練習羽毛球；及至1998年進入遼寧少年體校，半年後即代表體校參加在成都舉行的全国业余少年比赛，因而被教練陈伟华注意到，邀請她加入八一隊。1998年10月，13歲的汪鑫便跟著陳伟华離開丹東，到八一隊位於福州的訓練基地，展開全職運動員的訓練。當時，跟汪鑫同時在八一隊接受訓練的還有蔣燕皎、潘攀和另外兩名女隊員，教練並稱她們為「五朵金花」；她們在国内比赛取得不錯的成绩，曾在一次全国比赛中佔了女单前六名的五個席位。

### 2002-2008年 落選國家隊
2002年，汪鑫和蔣燕皎被選調到北京參加中國國家青年隊的集訓。在練習期間，汪鑫經常受腰痛困擾；經隊醫檢查後，發現原來她的尾骨上多出了一塊骨頭，致令她容易受傷。國家隊教練考慮到當時已有三名來自八一隊的隊員，而隊中亦有跟汪鑫身高相若、左手握拍、打法相似的隊員，於是便把汪鑫退回八一隊去了。
與此同時，她的隊友蔣燕皎不但在荷蘭青年公開賽封后，又在2002年世青賽中獲得女單冠軍；汪鑫始才意識到自己跟隊友的差距越來越遠，遂下定決心全力打好全國比賽，目標就是2005年全運會，還有每年的全國錦標賽團體賽和單項賽、全國冠軍賽等。然而，汪鑫在八一隊中卻沒有合適的訓練對象，因為打得較好的球員一是進了國家隊、一是退役了，剩下就只有年輕的隊員，教練只好安排她找隊中的男隊員或福建隊隊員作練習對手。
汪鑫經歷數年來的艱苦訓練，但成績卻未如所願。2006年的全國錦標賽，她在第一場就輸給了湖南隊的新秀陈晓佳；至2007年的全國錦標賽，汪鑫在又在決賽以1比2敗給刘健。直到2008年的全國錦標賽，汪鑫在團體決賽中以2比1戰勝了國家隊女單主力谢杏芳；到場觀戰的國家隊總教練李永波留意到她的優異表現，遂在年底邀她到北京，參加國家隊女單組選拔賽。

### 2009年 入選國家隊
2009年1月，汪鑫與另外五名国家二队女單組的成員参加选拔赛，结果她憑仅输一场的成績名列第一，以24歲之齡入選國家隊。她亦成為中國國家羽毛球隊首位沒有經歷過国少、国青、国家二队，直接从地方队「三级跳」到国家一队的隊員。
同年6月，因國家隊的主力備戰世錦賽，作為隊中「新人」的汪鑫獲派參加國際賽。她先在馬來西亞黃金大獎賽，獲得了亞軍；其後又在菲律賓黃金大獎賽的決賽戰勝了名將周蜜，拿到人生第一個國際比賽冠軍。9月份，汪鑫首次獲派出戰較高級別的中國羽毛球大師賽，次輪即面對中國女單頭號對手、丹麥名將蒂內·拉斯穆森，儘管汪鑫与拉斯穆森身材差距明显，但憑著其多變靈活的打法，最終仍能以2比1逆转對手，爆出冷門；其後，她又以2比0横扫七号种子、法国名将皮红艳，初次出戰超級系列賽即挺进四强，最後僅負於赛会的2号种子王琳出局。
其後，汪鑫再於年底先後打進日本公開賽、香港公開賽和中國公開賽的四強，其中在日本和中國站更打進決賽，惜最終分別負於隊友王仪涵和蔣燕皎，只能屈居亞軍。汪鑫在進入國家隊首年，先後夺得一个黄金赛冠军及两个超级赛亚军，僅花了半年時間便躍居世界排名前十位，並成為國家隊女單主力之一；此外，她保持着外战全勝和三胜丹麦名将蒂內·拉斯穆森的记录，亦為她獲得「拉斯穆森剋星」的稱號。

### 2010年

#### 外戰成績優異
2010年1月，汪鑫在韓國超級賽的次轮比賽中不敌韩国的裴昇熙，外战不败的纪录被终结；但在一周後進行的馬來西亞公開賽，她又回復勇態，接连殺敗保加利亚的佩蒂娅·内德尔奇娃、卫冕冠军丹麥的蒂內·拉斯穆森、世青冠军印度的塞娜·内维尔、日本名将廣瀨榮理子，以及韩国的裴延姝，贏得首個超級系列賽冠軍，而出色的外戰表現，亦令她被國內外媒體冠以「外戰女皇」的稱譽。3月份，汪鑫在德國公開賽奪得冠軍；而在接續舉行的全英羽毛球超級賽，首次參賽的她亦成功闯进四强，最後僅負於王仪涵出局。
同年5月，外戰成績彪炳的汪鑫力压卢兰、王琳等隊友，首次入选了優霸盃的阵容。在小組賽至淘汰賽階段，她都有被教練派上場，並一路成功擊敗對手助中國隊晉級。及至決賽，隨著單打王仪涵和雙打马晋 / 王晓理雙雙敗陣，中國隊以0比2落後韓國隊；汪鑫在巨大壓力下出戰，結果以2比1擊敗成池鉉，為中國隊追回一分；但中國隊最終仍以1比3不敵韓國隊，未能衛冕。李永波賽後讚揚汪鑫表現优秀，在关键时刻能够稳得住。

#### 世錦賽得亞軍
8月份，汪鑫以3號種子身分出戰在法國巴黎舉行的世界羽毛球錦標賽女子單打項目。她一路以2比0连胜加拿大的夏尔曼·丽德、日本的後藤愛及法国的皮红艳，其後又在準決賽以2比1（21-19、11-21、21-16）力擒6号种子的王適嫻，首次参赛就打进決賽；但她在決賽卻無法戰勝另一位隊友、大會的7号种子王琳，经过三局苦战後終以11-21、21-19和13-21落敗，屈居亞軍。汪鑫賽後表示，由於在飞往巴黎前不慎着凉，整个世锦赛期间都在拉肚子，短短半个月便瘦了8斤；所以失落冠軍固然有憾，但对於自己首次世锦赛之行仍感到知足。

#### 世界排名第一
在9月舉行的中國羽毛球大師賽中再次擊敗蒂內·鮑恩（拉斯穆森）成功奪冠後，汪鑫的世界排名在2010年第38周首次登上第一位，取代隊友王仪涵成為女單「新一姐」；李永波亦點名稱讚汪鑫，指她在场上对外战绩、状态和风格都「让人很放心」，並將指派她出戰年底的廣州亞運會。11月中，汪鑫果然獲得教練團信任，並以一號單打的身分，代表中國出戰亞運羽毛球比賽女子團體和單打項目。她在女團準決賽中打响开门红，帶領中国队以3比0擊敗韩国队，報卻此前尤伯杯落敗之仇；及至決賽，她又在第一場擊敗拉差诺·因达农，助中国队以3比0橫掃泰国队，夺得金牌，完成女团四连冠霸業。在接續舉行的女單項目，汪鑫一路殺退中華台北、韩国和日本等好手，躋身決賽，惜最後以0比2（18-21、15-21）不敵队友王适娴，無緣金牌。
從2009年初次參加國際賽至2010年末，汪鑫對戰外國選手僅嘗一敗，在本賽季的外戰成績為35勝1負，；不過，外戰出色的她卻在與國家隊友的「內戰」中屢遭敗績，往往在重要賽事中不敵國家隊隊友。除了上半年在全英賽四強不敵王儀涵、巴黎世錦賽決賽上輸給王琳外，下半年又在日本公開賽決賽不敵蔣燕皎，之後更先後在亚运女單決賽、中國公開賽準決賽和香港公開賽準決賽三度負於王適嫻，因此被批評為「外戰內行、內戰外行」。
雖然如此，汪鑫的穩定表現仍然得到國家隊教練團的信任，与王仪涵、王琳、王适娴一同被外間誉为中國女单“一姐”的人选，並稱為“4W”/“4 Wang”；國家隊总教练李永波甚至公開表示，如果汪鑫能保持这样的状态，肯定可以参加伦敦奥运会。除此以外，汪鑫還當選2010年世界羽联最佳女运动员，表現備受國際肯定。

### 2011年

#### 外戰連勝紀錄告終
2011年1月，汪鑫在韓國首要超級賽八強賽中，不敵主場出戰的成池鉉出局，而其保持了379天的外战不败記錄，以及一年多以來只要参赛便至少挺进四强的記錄也就此終結。在及後進行的馬來西亞超級賽和全英首要超級賽，汪鑫先後在準決賽負於隊友王儀涵和王適嫻，提前出局。直到4月進行的亞洲羽毛球錦標賽，她的狀態依然未見起色，首轮就被日本新秀三谷美菜津爆冷淘汰；她最終僅能在較低級別的馬來西亞黃金大獎賽，拿得新賽季首項冠軍。
同年5月，汪鑫首次入選蘇迪曼盃陣容。她在小组赛第二场获派上陣，輕鬆以2比0擊敗日本的佐藤冴香，取得個人首勝；然而，在淘汰赛第一轮对阵印度，坐镇女单的她卻以0比2输给了塞娜·内维尔。雖然，她在对阵丹麦的决赛中又一次进入出场名单，但中国队在前三项就取得胜利，以3比0捧杯。汪鑫賽後表示：“虽然拿到了世界冠军，但决赛中没有上场亲自把比赛赢回来，总觉得差点什么。”。
在6月初進行的新加坡超級賽，汪鑫一路殺敗法國的皮紅艷、印尼的尤斯万达里、新加坡的顾娟及荷蘭的姚洁晉級決賽，在決賽直落两局戰胜蒂內·鮑恩，第7次击败对手，並拿到本賽季首项超级系列赛冠军。但在緊接舉行的印尼首要超級賽中，汪鑫卻再遭爆冷，首轮就被中华台北的新秀戴資穎淘汰。
同年8月，汪鑫以3號種子身分出戰在英格蘭倫敦舉行的世界羽毛球錦標賽女子單打項目，第二度征戰世錦賽。她先後打敗俄羅斯的普洛科朋科、保加利亞的佩蒂娅·内德尔奇娃和印度的塞娜·内维尔，躋身四強；但最終卻以0比2（14-21、15-21）負於隊友王仪涵，再一次在內戰中見負。汪鑫賽後坦言不满意结果，認為「自己没有比去年更进一步，虽然是输给队友，但对自己的表现还是不能给满分」。

#### 超級賽三連冠
回到超級系列賽賽場，汪鑫先在中國羽毛球大師賽四強被隊友王适娴淘汰，其後又在日本超級賽第二轮再次負於中华台北小将戴资颖出局；连续的外战失利，令她在伦敦奧運資格的爭逐上出现了危机。然而，本年度一直狀態低沉的她卻在年末猛然走出低谷。以往对内成绩備受质疑的她在丹麥首要超級賽中改头换面，先在八強赛以2比0輕取李雪芮，又在準決賽中直落两局击败王适娴，结束對戰五连败的紀錄。在决赛当中，她再以2比0力克王仪涵，除了取得二人對戰的首次勝利外，更是她在國際賽的决赛当中首次战胜国家队的队友，同时首夺首要超级赛冠军。一星期後，汪鑫又在法國超級賽决赛中以2比0击败李雪芮，贏得冠军。
及至11月，汪鑫再次在四強殺退王仪涵，闖進香港超級賽決賽，最終连下两城擊敗蒂內·鮑恩奪冠，成为首个在超級系列賽取得三连冠的女单選手。在及後進行的中國首要超級賽，汪鑫雖然再度打進決賽，但在比賽中途因傷退賽，因此也未能追平谢杏芳、王仪涵保有的一年五夺超级赛冠军的纪录。

### 2012年

#### 重奪優霸盃
踏進2012年，汪鑫在國際賽場上未有取得亮眼成績，只曾在馬來西亞超級賽贏得亞軍，以及打進德國黃金大獎賽四強；在韓國首要超級賽和全英首要超級賽，她都在首轮負於韩国选手出局；而在4月舉行的亞洲羽毛球錦標賽，她更在八強爆冷負於小將陈晓佳。然而，憑藉去年年底儲下來的積分，她的世界排名仍然穩坐第二位，鎖定了參加倫敦奧運會的基本資格。
同年5月，汪鑫第二次入選優霸盃的陣容。在小組賽階段，她只在揭幕战對陣南非時上場，並以2比0速勝對手；但在及後的淘汰賽，她都有被派上場，還分別輕取德國和泰國的對手，助中國隊晉級。汪鑫在決賽续任第二单打，結果她以21-10、21-16直落两局擊敗韓國的裴延姝，帮助中国队以3-0成功复仇韩国队夺回尤伯杯。

#### 出戰倫敦奧運會
汪鑫憑藉較佳的外战成绩，獲教练组挑選代表中國出戰7月在英國倫敦舉行的奥林匹克运动会羽毛球比賽女子單打項目。在小組賽階段，被列为2号种子的她輕鬆擊敗美國小將王敏力，順利晉級淘汰賽；並在首二輪賽事先後以2比0和2比1擊敗印尼的阿德里安蒂·菲尔达萨里和泰國的拉差诺·因达农，殺入四強；惜最終在準決賽以0比2（20-22、18-21）不敵隊友李雪芮，無緣決賽。賽後，汪鑫表示落敗雖然有遗憾，但是能坚持到现在，也算对自己有交代。
8月4日，汪鑫與印度的塞娜·内维尔争夺铜牌。汪鑫在首局比賽一路领先，惟戰至20-18时，她在落地时弄伤左膝，後经紧急处理才能重新上场，並以扣杀得分拿下首局；然而，她在第二局完成第一球后便无法坚持，唯有忍痛退赛，最終只能获得第四名。賽後，汪鑫指出她在比赛期間曾数次向裁判表示希望能擦一下场上的汗水，但裁判並沒受理，以致她滑倒受傷。汪鑫随后被證實左膝十字韧带断裂，須在教练张宁和队医陪同下，到德国接受手术。张宁表示，由于韧带撕裂属比较严重的伤情，雖然手术成功，但汪鑫在本赛季已不可能复出。

### 2013年

#### 傷癒復出
汪鑫在受傷後，進行了接近一年的休息和调整，从走路开始重新学习，到一点点找回场上的感觉。她原定在6月份的全运会预赛上場，但为保证伤势痊愈，最後還是決定在9月才正式復出。
及至9月，汪鑫回歸賽場出戰第十二屆全運會羽毛球比賽女子團體項目，最終協助解放军女队首次获得女团金牌。之後，她還参加了中國羽毛球大師賽、倫敦黃金大獎賽和丹麥首要超級賽；然而，在經歷长期養傷後，她的世界排名下滑至200位以外，每次比赛都需要从资格赛打起，又要在初段马上面对硬仗，致使战绩未如人意。汪鑫表示自己在出戰欧洲后，膝盖又出現严重的积水问题，令她不得不再次停下休整。

#### 宣布退役
2013年12月5日，汪鑫发布微博，称“放下球拍，即将开始人生一段新的旅程，感谢这个大家庭给我的温暖，感谢教练们给我的帮助。感谢一路一起奋斗的你们的陪伴。感谢你们的祝福，也要感谢自己认真的付出……未来带着一颗感恩的心，继续前行，相信明天会更美好！”，透露自己将正式从国家隊退役。她還向記者表示，自己原来计划在伦敦奥运会後便退役，但突然的受伤卻令她「想再拼一把」；到後來傷癒復出，尽力拼过了，觉得「自己真的已经不可能再回到过去的高度」，选择退役也没什么好后悔。退役後，汪鑫在李永波的建议下报考北京体育大学的冠军班，在2014年9月開始上課，同时担任八一队教练。

## 主要對賽紀錄
汪鑫有「外戰女皇」的外號，曾在2010至2011年間保持379天外戰不败的紀錄，而且在决赛中的外战亦創下8战8胜的必胜纪录，对阵中国隊劲敌丹麦蒂內·鮑恩（拉斯穆森）更是9战全胜，對戰成績冠絕全隊；然而，她在對陣國家隊隊友的戰績卻相對遜色，故常被批評為「外戰內行、內戰外行」。
對於外戰成績優秀，汪鑫認為這是由於外国选手往往認為身材較矮的運動員，會以拉吊打法较多，不太特别注意进攻；而她並不是純粹拉吊的選手，還會有變速、進攻，這對外國選手造成比较大的困难。加上每次遇到外国选手，她的鬥志都会更强一些，還特别会针对外国选手准备，所以外战成绩一直較好。然而，很多对手慢慢对她熟悉以后，也開始适应和研究她的打法，她也要对自己的打法做一些改变和调整。至於不擅内战的原因，她則指出队友平时都一起训练，水平差不多，胜负都是很正常的事；而自己在对队友時没有面對那么大的压力，可能感觉放鬆些，从而对自己的要求也没有那么严格。
汪鑫與主要對手的對賽成績如下（只列出對賽四次或以上對手）：

| 對手     | 對賽次數 | 對賽結果 | 對賽結果 | 總計 |
| 對手     | 對賽次數 | 勝       | 負       | 總計 |
| -------- | -------- | -------- | -------- | ---- |
| 王適嫻   | 12       | 6        | 6        | ±0   |
| 王仪涵   | 10       | 2        | 8        | -6   |
| 蔣燕皎   | 7        | 4        | 3        | +1   |
| 李雪芮   | 6        | 5        | 1        | +4   |
| 其他選手 | 9        | 5        | 4        | +1   |
| 總計     | 44       | 22       | 22       | ±0   |

| 對手            | 對賽次數 | 對賽結果 | 對賽結果 | 總計 |
| 對手            | 對賽次數 | 勝       | 負       | 總計 |
| --------------- | -------- | -------- | -------- | ---- |
| 蒂内·鲍恩       | 9        | 9        | 0        | +9   |
| 裴延姝          | 7        | 6        | 1        | +5   |
| 塞娜·内维尔     | 7        | 4        | 3        | +1   |
| 成池铉          | 7        | 4        | 3        | +1   |
| 蓬迪·布拉那巴硕 | 5        | 5        | 0        | +5   |
| 皮红艳          | 5        | 5        | 0        | +5   |
| 黄妙珠          | 5        | 5        | 0        | +5   |
| 後藤愛          | 4        | 4        | 0        | +4   |
| 廣瀨榮理子      | 4        | 4        | 0        | +4   |
| 朱利安·申克     | 4        | 3        | 1        | +2   |
| 其他選手        | 81       | 74       | 7        | +67  |
| 總計            | 138      | 123      | 15       | +108 |

## 主要比賽成績
只列出曾進入準決賽的國際賽事成績：
| 年份   | 賽事                     | 公開賽級別 | 項目     | 成績   |
| ------ | ------------------------ | ---------- | -------- | ------ |
| 2009年 | 馬來西亞羽毛球黃金大獎賽 | 黃金大獎賽 | 女子單打 | 亞軍   |
| 2009年 | 菲律賓羽毛球黃金大獎賽   | 黃金大獎賽 | 女子單打 | 冠軍   |
| 2009年 | 中国羽毛球大师赛         | 超級賽     | 女子單打 | 準決賽 |
| 2009年 | 日本羽毛球超級賽         | 超級賽     | 女子單打 | 亞軍   |
| 2009年 | 香港羽毛球超級賽         | 超級賽     | 女子單打 | 準決賽 |
| 2009年 | 中國羽毛球超級賽         | 超級賽     | 女子單打 | 亞軍   |
| 2010年 | 馬來西亞羽毛球超級賽     | 超級賽     | 女子單打 | 冠軍   |
| 2010年 | 德國羽毛球大獎賽         | 大獎賽     | 女子單打 | 冠軍   |
| 2010年 | 全英羽毛球超級賽         | 超級賽     | 女子單打 | 準決賽 |
| 2010年 | 優霸盃                   | 其他       | 女子團體 | 亞軍   |
| 2010年 | 世界羽毛球锦标赛         | 其他       | 女子單打 | 亞軍   |
| 2010年 | 日本羽毛球超級賽         | 超級賽     | 女子單打 | 亞軍   |
| 2010年 | 中國羽毛球大師賽         | 超級賽     | 女子單打 | 冠軍   |
| 2010年 | 亞洲運動會羽毛球比賽     | 其他       | 女子團體 | 金牌   |
| 2010年 | 亞洲運動會羽毛球比賽     | 其他       | 女子單打 | 銀牌   |
| 2010年 | 中國羽毛球超級賽         | 超級賽     | 女子單打 | 準決賽 |
| 2010年 | 香港羽毛球超級賽         | 超級賽     | 女子單打 | 準決賽 |
| 2011年 | 馬來西亞羽毛球超級賽     | 超級賽     | 女子單打 | 準決賽 |
| 2011年 | 全英羽毛球首要超級賽     | 首要超級賽 | 女子單打 | 準決賽 |
| 2011年 | 馬來西亞羽毛球黃金大獎賽 | 黃金大獎賽 | 女子單打 | 冠軍   |
| 2011年 | 蘇迪曼盃                 | 其他       | 混合團體 | 冠軍   |
| 2011年 | 新加坡羽毛球超級賽       | 超級賽     | 女子單打 | 冠軍   |
| 2011年 | 世界羽毛球锦标赛         | 其他       | 女子單打 | 準決賽 |
| 2011年 | 中國羽毛球大師賽         | 超級賽     | 女子單打 | 準決賽 |
| 2011年 | 丹麥羽毛球首要超級賽     | 首要超級賽 | 女子單打 | 冠軍   |
| 2011年 | 法國羽毛球超級賽         | 超級賽     | 女子單打 | 冠軍   |
| 2011年 | 香港羽毛球超級賽         | 超級賽     | 女子單打 | 冠軍   |
| 2011年 | 中國羽毛球首要超級賽     | 首要超級賽 | 女子單打 | 亞軍   |
| 2011年 | 世界羽聯超級系列賽總決賽 | 首要超級賽 | 女子單打 | 準決賽 |
| 2012年 | 馬來西亞羽毛球超級賽     | 超級賽     | 女子單打 | 亞軍   |
| 2012年 | 德國羽毛球黃金大獎賽     | 黃金大獎賽 | 女子單打 | 準決賽 |
| 2012年 | 優霸盃                   | 其他       | 女子團體 | 冠軍   |
| 2012年 | 奧林匹克運動會羽毛球比賽 | 其他       | 女子單打 | 第四名 |

| 2007-2017年 | 首要超級賽 | 超級賽 | 黃金大獎賽 | 大獎賽 | 國際挑戰賽 | 國際系列賽 | 未來系列賽 | 其他 |

### 世界冠軍頭銜
汪鑫在羽毛球生涯中共奪得兩項世界冠軍頭銜。
| 賽事     | 奪冠次數 | 年份               |
| -------- | -------- | ------------------ |
| 尤伯杯   | 1        | 2012年（女子團體） |
| 蘇迪曼杯 | 1        | 2011年（混合團體） |
| 總計     | 2        |                    |

### 奧運會和世錦賽參賽紀錄
|          | 2010 | 2011 | 2012   |
| -------- | ---- | ---- | ------ |
| 女子單打 | 亞軍 | 季軍 | 第四名 |

## 個人生活
2015年5月，汪鑫到东莞的蘇迪曼盃賽場作中国中央电视台的评球嘉宾。在小组赛第二场比赛進行前，其男友、前辽宁男子双打球员李瀚男透過會場的大屏幕向她求婚。二人於同月20日在北京完婚，伴娘伴郎阵容包括邱子瀚、张楠、陈智贲、李雪芮、王适娴、赵芸蕾等國家隊名將，主持人則是央视名嘴白岩松。